# Bullapura, Harihar
Bullapura là một làng thuộc tehsil Harihar, huyện Davanagere, bang Karnataka, Ấn Độ.